# Can Baqué
Can Baqué o Can Vaquer es una masía en La Llagosta (Vallés Oriental) protegida como bien cultural de interés local desde el 29 de diciembre de 2011.

## Historia
La masía está documentada como mas Jover en 1256. Posteriormente aparece una nueva referencia ya como Can Vaquer en un cabreo de 1554, donde consta que era propiedad de Pau Vaquer. Pertenece a la parroquia de Cabanyes, la actual San Fausto de Campcentellas. Aún no se menciona el topónimo de la Llagosta.
En el libro llevador del archivo parroquial de Sant Fost se encuentra la siguiente referencia sobre el edificio:

En la libreta del cumplimiento pascual de la parroquia correspondiente al año 1731 hay anotadas dos casas con los siguientes vecinos de comunión: el Hostal Nuevo 4, Can Vaquer 12.

En el año 1867 el Obispado de Barcelona divide el antiguo término parroquial de Cabanyes en dos partes al cerrar al culto la ermita de Sant Cebrià de Cabanyes. Como consecuencia de ello, la masía Vaquer, junto con algunas otras masías, fue agregada a la parroquia de Santa Perpetua de Moguda. Sin embargo, administrativamente dependía de Sant Fost de Campsentelles.
Las propiedades de la masía, que llegaban al camino Ral, fueron cortadas con la apertura de la carretera N-152. Además, el núcleo urbano fue creciendo en esta área con la construcción de nuevas casas de campesinos que no eran propietarios de la tierra.
Actualmente la masía está deshabitada y es propiedad del Ayuntamiento de la Llagosta.

## Arquitectura
El edificio es de grandes dimensiones, con tejado a dos aguas y con el caballete centrado sobre la vertical de la puerta, que es adoquinada. Destaca una ventana con tracería trilobulada, mientras que las otras son adinteladas con piedra y con alguna ornamentación. El antiguo barrio delante de la fachada está cerrado por un muro y reja y por la tosca de sus antiguas dependencias, en una de las cuales destacan aspilleras, situadas a una altura bastante baja.

## Rehabilitación
En octubre de 2018 el Ayuntamiento de la Llagosta aprobó un proyecto de reforma del edificio en tres fases. Está previsto que en la primera se realicen tareas de limpieza, se aseguren las partes internas de la masía y se renueve la parte exterior. El presupuesto de esta fase será de 200 000 euros que pagará el Ayuntamiento mediante un préstamo solicitado a la Diputación de Barcelona. El inicio de las obras se produjo en el mes de julio de 2019.